# Túnels i Accessos de Barcelona
Túnels i Accessos de Barcelona, SAC o Tabasa fou una empresa pública, propietat de la Generalitat de Catalunya i d'altres empreses públiques i administracions locals. Entre altres gestionà els túnels de Vallvidrera; i una part dels excedents de l'empresa eren invertits en el transport públic, com per exemple la construcció de l'estació de Volpelleres de FGC.
La societat es va constituir el 1967, amb el nom de Túneles y Autopistas de Barcelona, S.A., però l'any 1987 va canviar el nom per l'actual.
L'empresa es va dissoldre el desembre de 2012, quan el Departament d'Economia i Coneixement de la Generalitat de Catalunya i la societat Túnels de Barcelona i Cadí, Concessionària de la Generalitat de Catalunya SA, van tancar l'acord per a la gestió de la conservació i l'explotació dels túnels de Vallvidrera i del Cadí durant un període de 25 anys. A més, amb la cessió de l'explotació es van dissoldre dues empreses públiques: Tabasa i Túnel del Cadí.